# Lemuel Benton
Lemuel Benton (* 1754 im Granville County, Province of North Carolina; † 18. Mai 1818 in Darlington, South Carolina) war ein US-amerikanischer Politiker. Zwischen 1793 und 1799 vertrat er den Bundesstaat South Carolina im US-Repräsentantenhaus.

## Werdegang
Lemuel Benton zog bereits in jungen Jahren in das spätere Darlington County in South Carolina. Er wurde dort ein erfolgreicher Pflanzer und ein großer Landbesitzer. Während des Unabhängigkeitskrieges war er seit 1777 Soldat in der Kontinentalarmee, in der er bis zum Oberst aufstieg. Nach dem Krieg begann Benton auch eine politische Laufbahn. Zwischen 1782 und 1788 saß er als Abgeordneter im Repräsentantenhaus von South Carolina. In den Jahren 1785 und 1791 war Benton Richter im Darlington County. 1788 war er Delegierter auf der Versammlung, die für den Staat South Carolina die Verfassung der Vereinigten Staaten ratifizierte. Von 1789 bis 1791 war er Sheriff im Cheraw-Bezirk. Außerdem nahm er im Jahr 1790 als Delegierter an einer Versammlung zur Überarbeitung der Staatsverfassung in Columbia teil.
Benton stand als Mitglied der Anti-Administration-Fraktion in Opposition zu der von Präsident George Washington geführten Bundesregierung. Später schloss er sich der von Thomas Jefferson gegründeten Demokratisch-Republikanischen Partei an. Bei den Kongresswahlen des Jahres 1792 wurde er im dritten Wahlbezirk von South Carolina in das US-Repräsentantenhaus gewählt. Dort trat er am 4. März 1793 die Nachfolge von Daniel Huger an. Nach zwei Wiederwahlen konnte er bis zum 3. März 1799 drei zusammenhängende Legislaturperioden im Kongress absolvieren.
Bei den Wahlen des Jahres 1798 verlor Lemuel Benton gegen Benjamin Huger von der Föderalistischen Partei. In den folgenden Jahren arbeitete er wieder in der Landwirtschaft. Er starb am 18. Mai 1818 in Darlington. Er war der Urgroßvater des Kongressabgeordneten George W. Dargan (1841–1898).